# 1 000 kilomètres de Spa 1985
Navigation
Édition précédente Édition suivante
Les 1 000 kilomètres de Spa 1985, disputées le 1er septembre 1985 sur le Circuit de Spa-Francorchamps, ont été la dix-septième édition de cette épreuve et la septième manche du Championnat du monde des voitures de sport 1985.

## La course

### Classement de la course
Voici le classement officiel au terme de la course,,.
- Les premiers de chaque catégorie du championnat du monde sont signalés par un fond jaune.
- Pour la colonne Pneus, il faut passer le curseur au-dessus du modèle pour connaître le manufacturier de pneumatiques.
- Les voitures ne réussissant pas à parcourir 75% de la distance du gagnant sont non classées (NC).

| Pos  | Classe | no  | Écurie                          | Pilotes                                                     | Châssis                             | Pneus | Tours | Temps                      |
| Pos  | Classe | no  | Écurie                          | Pilotes                                                     | Moteur                              | Pneus | Tours | Temps                      |
| ---- | ------ | --- | ------------------------------- | ----------------------------------------------------------- | ----------------------------------- | ----- | ----- | -------------------------- |
| 1    | C1     | 5   | Martini Lancia                  | Mauro Baldi Bob Wollek Riccardo Patrese                     | Lancia LC2                          | M     | 122   | 5 h 0 min 23 s 420         |
| 1    | C1     | 5   | Martini Lancia                  | Mauro Baldi Bob Wollek Riccardo Patrese                     | Ferrari 308C 3,0 l V8 Turbo         | M     | 122   | 5 h 0 min 23 s 420         |
| 2    | C1     | 2   | Rothmans Porsche                | Hans-Joachim Stuck Derek Bell                               | Porsche 962C                        | D     | 122   | + 2 min 14 s 440           |
| 2    | C1     | 2   | Rothmans Porsche                | Hans-Joachim Stuck Derek Bell                               | Porsche Type-935 2,6 l Flat-6 Turbo | D     | 122   | + 2 min 14 s 440           |
| 3    | C1     | 7   | New Man Joest Racing            | Klaus Ludwig Paolo Barilla                                  | Porsche 956B                        | D     | 121   | + 1 tour                   |
| 3    | C1     | 7   | New Man Joest Racing            | Klaus Ludwig Paolo Barilla                                  | Porsche Type-935 2,6 l Flat-6 Turbo | D     | 121   | + 1 tour                   |
| 4    | C1     | 4   | Martini Lancia                  | Riccardo Patrese Alessandro Nannini                         | Lancia LC2                          | M     | 121   | + 1 tour                   |
| 4    | C1     | 4   | Martini Lancia                  | Riccardo Patrese Alessandro Nannini                         | Ferrari 308C 3,0 l V8 Turbo         | M     | 121   | + 1 tour                   |
| 5    | C1     | 51  | TWR Jaguar                      | Martin Brundle Mike Thackwell                               | Jaguar XJR-6                        | D     | 120   | + 2 tours                  |
| 5    | C1     | 51  | TWR Jaguar                      | Martin Brundle Mike Thackwell                               | Jaguar 6,0 l V12 Atmo               | D     | 120   | + 2 tours                  |
| 6    | C1     | 8   | New Man Joest Racing            | Volker Weidler "John Winter" Marc Duez                      | Porsche 956                         | D     | 120   | + 2 tours                  |
| 6    | C1     | 8   | New Man Joest Racing            | Volker Weidler "John Winter" Marc Duez                      | Porsche Type-935 2,6 l Flat-6 Turbo | D     | 120   | + 2 tours                  |
| 7    | C1     | 34  | Cosmik Racing Promotion         | Christian Danner Costas Los                                 | March 84G                           | Y     | 114   | + 8 tours                  |
| 7    | C1     | 34  | Cosmik Racing Promotion         | Christian Danner Costas Los                                 | Porsche Type-935 2,6 l Flat-6 Turbo | Y     | 114   | + 8 tours                  |
| 8    | C1     | 26  | Obermaier Racing Team           | Jürgen Lässig Jesús Pareja Hervé Regout                     | Porsche 956                         | G     | 113   | + 9 tours                  |
| 8    | C1     | 26  | Obermaier Racing Team           | Jürgen Lässig Jesús Pareja Hervé Regout                     | Porsche Type-935 2,6 l Flat-6 Turbo | G     | 113   | + 9 tours                  |
| 9    | C2     | 70  | Spice Engineering               | Gordon Spice Ray Bellm                                      | Spice-Tiga GC85                     | A     | 112   | + 10 tours                 |
| 9    | C2     | 70  | Spice Engineering               | Gordon Spice Ray Bellm                                      | Ford Cosworth DFL 3,3 l V8 Atmo     | A     | 112   | + 10 tours                 |
| 10   | C1     | 24  | Cheetah Automobiles Switzerland | Bernard de Dryver Pierre Dieudonné Claude Bourgoignie       | Cheetah G604                        | D     | 110   | + 12 tours                 |
| 10   | C1     | 24  | Cheetah Automobiles Switzerland | Bernard de Dryver Pierre Dieudonné Claude Bourgoignie       | Aston Martin-Tickford 5,3 l V8 Atmo | D     | 110   | + 12 tours                 |
| 11   | C1     | 10  | Porsche Kremer Racing           | Kees Kroesemeijer (de) Marc Surer                           | Porsche 956                         | G     | 108   | + 14 tours                 |
| 11   | C1     | 10  | Porsche Kremer Racing           | Kees Kroesemeijer (de) Marc Surer                           | Porsche Type-935 2,6 l Flat-6 Turbo | G     | 108   | + 14 tours                 |
| 12   | C2     | 74  | Team Labatt                     | Stanley Dickens Frank Jelinski John Graham                  | Gebhardt JC853                      | A     | 108   | + 14 tours                 |
| 12   | C2     | 74  | Team Labatt                     | Stanley Dickens Frank Jelinski John Graham                  | Ford Cosworth DFV 3,0 l V8 Atmo     | A     | 108   | + 14 tours                 |
| 13   | C2     | 90  | Jens Winther Denmark            | Jens Winther David Mercer                                   | URD C83                             | A     | 108   | + 14 tours                 |
| 13   | C2     | 90  | Jens Winther Denmark            | Jens Winther David Mercer                                   | BMW M88 3,5 l I6 Atmo               | A     | 108   | + 14 tours                 |
| 14   | C2     | 79  | Ecurie Ecosse                   | Mike Wilds David Leslie                                     | Ecosse C285                         | A     | 99    | + 23 tours                 |
| 14   | C2     | 79  | Ecurie Ecosse                   | Mike Wilds David Leslie                                     | Ford Cosworth DFV 3,0 l V8 Atmo     | A     | 99    | + 23 tours                 |
| 15   | C2     | 82  | Grifo Autoracing                | Pasquale Barberio Maurizio Gellini                          | Alba AR3                            | D     | 98    | + 24 tours                 |
| 15   | C2     | 82  | Grifo Autoracing                | Pasquale Barberio Maurizio Gellini                          | Ford Cosworth DFL 3,3 l V8 Atmo     | D     | 98    | + 24 tours                 |
| 16   | C2     | 88  | Ark Racing                      | David Andrews Chris Ashmore Max Payne                       | Ceekar 83J                          | A     | 94    | + 28 tours                 |
| 16   | C2     | 88  | Ark Racing                      | David Andrews Chris Ashmore Max Payne                       | Ford Cosworth BDX 2,0 l I4 Atmo     | A     | 94    | + 28 tours                 |
| 17   | C2     | 95  | Roland Bassaler (de)            | Roland Bassaler (de) Dominique Lacaud Gérard Tremblay       | Sauber SHS C6                       | A     | 94    | + 28 tours                 |
| 17   | C2     | 95  | Roland Bassaler (de)            | Roland Bassaler (de) Dominique Lacaud Gérard Tremblay       | BMW M88 3,5 l I6 Atmo               | A     | 94    | + 28 tours                 |
| 18   | C2     | 105 | Jens Nakjaer                    | Jens Nakjaer Holger Knudsen                                 | Nakjaer                             | A     | 91    | + 31 tours                 |
| 18   | C2     | 105 | Jens Nakjaer                    | Jens Nakjaer Holger Knudsen                                 | BMW 3,2 l I6 Atmo                   | A     | 91    | + 31 tours                 |
| 19   | C2     | 98  | Roy Baker Promotions            | Paul Smith (de) Mike Kimpton                                | Tiga GC285                          | A     | 88    | + 34 tours                 |
| 19   | C2     | 98  | Roy Baker Promotions            | Paul Smith (de) Mike Kimpton                                | Ford Cosworth BDT 1,8 l I4 Turbo    | A     | 88    | + 34 tours                 |
| 20   | GTX    | 160 | Victor Racing Team              | "Victor" Toni Palma Luigi Taverna                           | Porsche 935                         | D     | 87    | + 35 tours                 |
| 20   | GTX    | 160 | Victor Racing Team              | "Victor" Toni Palma Luigi Taverna                           | Porsche Type-930 3,1 l Flat-6 Turbo | D     | 87    | + 35 tours                 |
| 21   | C1     | 13  | Cougar Primagaz                 | Henri Pescarolo Yves Courage                                | Cougar C12S                         | M     | 87    | + 35 tours                 |
| 21   | C1     | 13  | Cougar Primagaz                 | Henri Pescarolo Yves Courage                                | Porsche Type-935 2,6 l Flat-6 Turbo | M     | 87    | + 35 tours                 |
| NC   | B      | 158 | Dieter Oster                    | Jürgen Hamelmann (de) Jean-Paul Libert (de) Marco Micangeli | BMW M1                              | D     | 71    | + 51 tours                 |
| NC   | B      | 158 | Dieter Oster                    | Jürgen Hamelmann (de) Jean-Paul Libert (de) Marco Micangeli | BMW M88 3,5 l I6 Atmo               | D     | 71    | + 51 tours                 |
| NC   | C2     | 93  | Automobiles Louis Descartes     | Louis Descartes Jacques Heuclin                             | ALD 01                              | A     | 63    | + 59 tours                 |
| NC   | C2     | 93  | Automobiles Louis Descartes     | Louis Descartes Jacques Heuclin                             | BMW M88 3,5 l I6 Atmo               | A     | 63    | + 59 tours                 |
| Abd. | C2     | 80  | Carma F.F.                      | Carlo Facetti Martino Finotto Almo Coppelli                 | Alba AR6                            | A     | 95    | Boite de vitesses          |
| Abd. | C2     | 80  | Carma F.F.                      | Carlo Facetti Martino Finotto Almo Coppelli                 | Carma FF 1,9 l I4 Turbo             | A     | 95    | Boite de vitesses          |
| Abd. | C1     | 1   | Rothmans Porsche                | Jochen Mass Jacky Ickx                                      | Porsche 962C                        | D     | 77    | Accident                   |
| Abd. | C1     | 1   | Rothmans Porsche                | Jochen Mass Jacky Ickx                                      | Porsche Type-935 2,6 l Flat-6 Turbo | D     | 77    | Accident                   |
| Abd. | C1     | 19  | Brun Motorsport                 | Stefan Bellof Thierry Boutsen                               | Porsche 956B                        | D     | 77    | Accident                   |
| Abd. | C1     | 19  | Brun Motorsport                 | Stefan Bellof Thierry Boutsen                               | Porsche Type-935 2,6 l Flat-6 Turbo | D     | 77    | Accident                   |
| Abd. | C1     | 18  | Brun Motorsport                 | Oscar Larrauri Massimo Sigala                               | Porsche 956                         | D     | 70    | Problème électrique        |
| Abd. | C1     | 18  | Brun Motorsport                 | Oscar Larrauri Massimo Sigala                               | Porsche Type-935 2,6 l Flat-6 Turbo | D     | 70    | Problème électrique        |
| Abd. | C2     | 99  | Roy Baker Promotions            | Jeremy Rossiter (en) Thorkild Thyrring                      | Tiga GC284                          | A     | 53    | Turbo                      |
| Abd. | C2     | 99  | Roy Baker Promotions            | Jeremy Rossiter (en) Thorkild Thyrring                      | Ford Cosworth BDT 1,8 l I4 Turbo    | A     | 53    | Turbo                      |
| Abd. | C2     | 97  | Strandell Motors                | Anders Olofsson Tryggve Gronvall                            | Strandell 85                        | A     | 38    | Boite de vitesse           |
| Abd. | C2     | 97  | Strandell Motors                | Anders Olofsson Tryggve Gronvall                            | Porsche Type-934 3,3 l Flat-6 Turbo | A     | 38    | Boite de vitesse           |
| Abd. | C2     | 100 | John Bartlett Racing            | Richard Jones (en) Kenneth Leim Max Cohen-Olivar            | Chevron B62                         | A     | 33    | Pope à essence             |
| Abd. | C2     | 100 | John Bartlett Racing            | Richard Jones (en) Kenneth Leim Max Cohen-Olivar            | Ford Cosworth DFL 3,3 l V8 Atmo     | A     | 33    | Pope à essence             |
| Abd. | C1     | 66  | EMKA Productions Ltd.           | Tiff Needell Steve O'Rourke James Weaver                    | EMKA C83                            | D     | 19    | Presion d'essence          |
| Abd. | C1     | 66  | EMKA Productions Ltd.           | Tiff Needell Steve O'Rourke James Weaver                    | Aston Martin-Tickford 5,3 l V8 Atmo | D     | 19    | Presion d'essence          |
| Abd. | C1     | 52  | TWR Jaguar                      | Hans Heyer Jean-Louis Schlesser                             | Jaguar XJR-6                        | D     | 14    | Tenue de route             |
| Abd. | C1     | 52  | TWR Jaguar                      | Hans Heyer Jean-Louis Schlesser                             | Jaguar 6,0 l V12 Atmo               | D     | 14    | Tenue de route             |
| Abd. | C2     | 107 | Jean-Claude Ferrarin (de)       | Jean-Claude Ferrarin (de) Lucien Rossiaud (de)              | Isolia 001                          | A     | 1     | Démarreur                  |
| Abd. | C2     | 107 | Jean-Claude Ferrarin (de)       | Jean-Claude Ferrarin (de) Lucien Rossiaud (de)              | BMW M12 2,0 l I4 Atmo               | A     | 1     | Démarreur                  |
| Np.  | C1     | 14  | Richard Lloyd Racing            | Jonathan Palmer David Hobbs                                 | Porsche 956GTi                      | G     | -     | Accident durant les essais |
| Np.  | C1     | 14  | Richard Lloyd Racing            | Jonathan Palmer David Hobbs                                 | Porsche Type-935 2,6 l Flat-6 Turbo | G     | -     | Accident durant les essais |
| Nq.  | B      | 156 | Raymond Touroul                 | Raymond Touroul Thierry Perrier Philippe Dermagne (de)      | Porsche 911SC                       | P     | -     |                            |
| Nq.  | B      | 156 | Raymond Touroul                 | Raymond Touroul Thierry Perrier Philippe Dermagne (de)      | Porsche 3,0 l Flat-6                | P     | -     |                            |

## Pole position et record du tour
- Pole position :  Riccardo Patrese (#5 Martini Lancia) en 2 min 05 s 910
- Meilleur tour en course :  Jochen Mass (#1 Rothmans Porsche) en 2 min 10 s 730

## À noter
- Longueur du circuit : 6,949 km
- Distance parcourue par les vainqueurs : 847,778 km